# Billbergia sanderiana
Billbergia sanderiana är en gräsväxtart som beskrevs av Charles Jacques Édouard Morren. Billbergia sanderiana ingår i släktet Billbergia och familjen Bromeliaceae. Inga underarter finns listade i Catalogue of Life.